# Iggensbach
Iggensbach – miejscowość i gmina w Niemczech, w kraju związkowym Bawaria, w rejencji Dolna Bawaria, w regionie Donau-Wald, w powiecie Deggendorf. Leży w Lesie bawarskim, około 10 km na południowy wschód od Deggendorfu, przy autostradzie A3 i linii kolejowej Deggendorf – Pasawa.

## Demografia
| Rok  | Liczba mieszk. |
| ---- | -------------- |
| 1970 | 1 751          |
| 1987 | 1 900          |
| 2000 | 2 165          |
| 2005 | 2 105          |
| 2008 | 2 066          |

### Struktura wiekowa
Dane o ludności z 31 grudnia 2008:
| Opis                                | Ogółem | Ogółem | Kobiety | Kobiety | Mężczyźni | Mężczyźni |
| ----------------------------------- | ------ | ------ | ------- | ------- | --------- | --------- |
| Jednostka                           | osób   | %      | osób    | %       | osób      | %         |
| Populacja                           | 2066   | 100    | 1046    | 50,63   | 1020      | 49,37     |
| Wiek przedprodukcyjny (0–17 lat)    | 377    | 18,25  | 199     | 9,63    | 178       | 8,62      |
| Wiek produkcyjny (18–65 lat)        | 1303   | 63,07  | 625     | 30,25   | 678       | 32,82     |
| Wiek poprodukcyjny (powyżej 65 lat) | 386    | 18,68  | 222     | 10,75   | 164       | 7,94      |

## Polityka
Wójtem gminy jest Alois Zellner z CSU, rada gminy składa się z 14 osób.
|      | CSU | SPD | UBL | JL | Razem |
| 2008 | 5   | 3   | 4   | 2  | 14    |
| 2002 | 6   | 5   | 3   | -  | 14    |

## Oświata
W gminie znajduje się szkoła podstawowa (7 nauczycieli, 118 uczniów).